# ジョージ・ゴードン・リディ

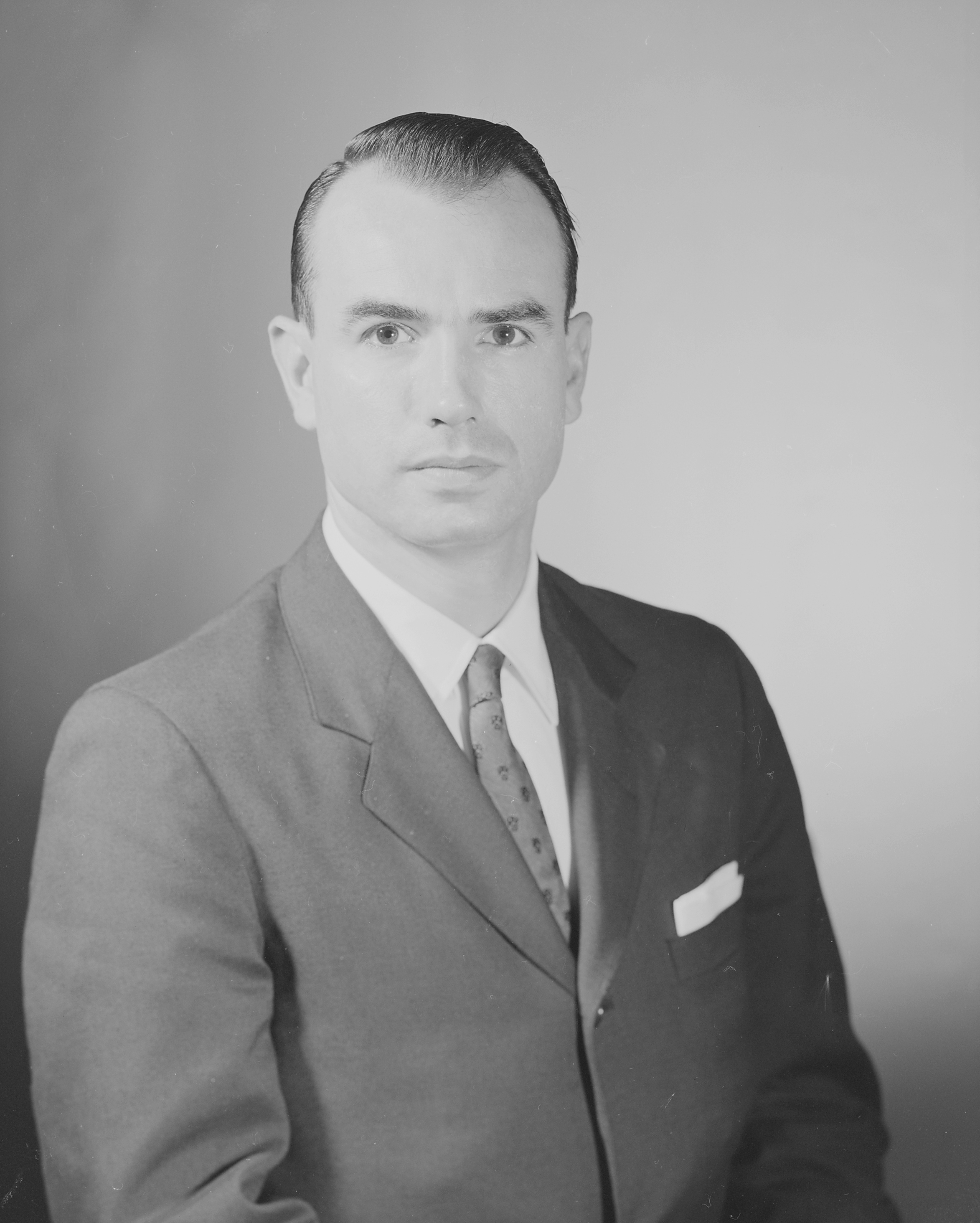
ジョージ・ゴードン・リディ（1964年）

ジョージ・ゴードン・バトル・リディ（George Gordon Battle Liddy、1930年11月30日 - 2021年3月30日）は、アメリカ合衆国の弁護士。

## 人物
彼はニュージャージー州ホーボーケンで生まれ、フォーダム大学に入学した。1952年に大学を卒業し陸軍に入隊し朝鮮戦争中に砲兵士官を2年間務めた。彼は、フォーダム大学で法律を学ぶため1954年に帰国した。1957年に卒業して、彼はジョン・エドガー・フーヴァーの下、FBIで働いた。1957年にはフランシス・アン・パーセルと結婚した。
彼は1962年にFBIを去り、ニューヨーク州ニューヨークシティおよびダッチェス郡で弁護士として働いた。1966年にはティモシー・リアリー裁判の弁護団を組織した。彼は1968年に地方検事としての地位をかけて、その後下院選挙に出馬したが落選した。しかし、彼はニューヨークの第28区でリチャード・ニクソンの大統領選挙戦を実行するために政治的なプロフィールを使用した。
1972年のウォーターゲート事件に関与した「鉛管工」ユニットの主要メンバー。リディはその後アメリカのラジオ・トークショー・ホスト、俳優および政治的戦略家になった。リディのラジオ・トークショーは160の局に放送される。また、彼はラッシュ・リンボーに次いで、保守派のトークショー・ホスト。
2021年3月30日、バージニア州にある娘の自宅で死去。90歳没。